# Sainte-Florence (Vendée)
Sainte-Florence település Franciaországban, Vendée megyében. Lakosainak száma 1338 fő (2022. január 1.). Sainte-Florence Vendrennes, L’Oie, Saint-André-Goule-d’Oie, Sainte-Cécile, Essarts-en-Bocage és Les Essarts községekkel határos.

## Népesség
A település népessége az elmúlt években az alábbi módon változott:

| 2021 | 1 333 |
| 2022 | 1 338 |